# Ali Sabri

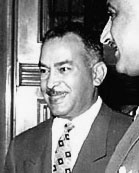
Ali Sabri 1966.

Ali Sabri, född 1920, död 3 augusti 1991 i Kairo, var en egyptisk politiker av turkiskt ursprung.

## Biografi
Den trespråkiga Ali Sabri växte upp, tillsammans med sina tre bröder och en syster, i det då främst aristokratiska och europeiska Kairo förorten Maadi och var en aktiv medlem i dess tennisklubb och simningslag. Betraktad som en stenhård socialist kritiserades han ofta för sin överklassbakgrund. Hans mor Dewlet Shamsi och far Abbas-Baligh Sabri var av turkisk-circasisk härkomst och tillhörde den privilegierade klassen.
Sabri var sonson till den nationalistiske Amin Shamsi Pasha (1833-1913), medlem av generalförsamlingen och provinsstyrelse, som 1881-1882 var en huvudsaklig finansiär av Ahmed Urabi Pasha. Efter misslyckandet med vad historiker kallar "Urabi Rebellion" 1882, fängslade Khedive Tewfik Shamsi Pasha för att senare släppa honom på en stor borgenssumma. Han återtog sin plats vid generalförsamlingen och behöll den till sin död. Sabri var också brorson till Ali Shamsi Pasha (1885-1962) grundare av Wafdpartiet och flera gånger minister under kung Fuad. Han blev senare den förste egyptiske chefen för National Bank of Egypt som fungerade som landets centralbank. En av Sabris farfars bröder var Mohammed Faizi Pascha (1840-1911), var generaldirektör för Awqaf-avdelningen under regeringstiden för Khedive Abbas Hilmi II.
Sabri blev 1952 en av den andra rangens revolutionsofficerare och chef för den egyptiska underrättelsetjänsten 1956-1957. Han var premiärminister i Egypten från september 1962 till oktober 1965 och vicepresident 1965-67. När Gamal Nasser dog 1970, ansågs Anwar Sadat vara Nassers mest troliga efterträdaren, men Sabri ansågs vara den näst mest sannolika. Både Sadat och Sabri hade hjärtattacker som de överlevde i samband med Nassers begravning. Sabri var vicepresiden och betraktas som andreman i Sadats regering. Men strax efter att Sadat kom till makten blev han det mest anmärkningsvärda offret för Sadats "Corrective Revolution" och fängslades. Anklagad för konspiration dömdes han till döden men benådades till livstids fängelse.